# Río Breede

Río Breede, en color azul, y su afluente, el Sonderend, por debajo, en rojo, en Sudáfrica. Se encuentra señalado el pueblo de Riviersonderend, de 5300 habitantes, y sombreada de color naranja la zona protegida entre ambos ríos, la Reserva natural de Riviersonderend.

El río Breede (Afrikaans Breederivier), también conocido como río Breë, en holandés, con el significado de 'ancho', es un río en la provincia del Cabo Occidental de Sudáfrica. El río discurre de noroeste a sudeste. Las montañas  circundantes formaron la primera divisoria continental que experimentaron los colonos europeos en el siglo XVIII. Se forma por la unión de los ríos Witels y Dwars al este de Wolseley.

## Afluentes
En su curso a través del valle del río Breede, se unen los ríos Holsloot y Smalblaar, desde sus áreas de captación, las cordilleras Du Toitskloof y Stettyn. El río Hex, con su cuenca en las montañas del río Hex, también se une al río Breede desde el noreste. Más abajo, el río Slang y el río Buffeljags drenan las laderas meridionales de las montañas Langeberg antes de depositar sus aguas en el río Breede. Cerca de Swellendam,, en una zona agraria, el río se une al Sonderend o Riviersonderend, su principal afluente, cuya zona de captación se halla en las montañas que rodean el embalse de Theewaterskloof cerca de Villiersdorp. En la misma zona de confluencia se une el río Freek Bothas. El río Sonderend y el Breede están separados por la Reserva natural de Riviersonderend, o del río Sonderend.

## Embalses en el río
El embalse del Gran Brandvlei, cuya presa se termina en 1936 y se amplía en 1987, suministra agua a diversos sistemas de riego en todo el sector agrícola de la región. Se formó a partir de la unión de los embalses de Brandvlei y de Kwaggaskloof. En el área de captación de esta presa hay los siguientes embalses:
- Embalse de Stettynskloof en el río Holsloot, afluente del río Breede.
- Embalse de Zwiegelaars y
- Embalse de Theewaterskloof, ambos en el río Sonderend.
- Embalse de Elandskloof en el río Elands, un afluente del río Sonderend.
- Embalse de Moordkuil en el río Hooks, afluente del río Breede.
- Embalse de Keerom en el río Nuy, afluente del río Breede.
- Embalse de Klipberg en el río Konings,  afluente del río Keisers, a su vez afluente del río Breede.
- Embalse de Pietersfontein en el río Pietersfontein, afluente del río Kogmanskloof, a su vez afluente del río Breede.
- Embalse de Poortjieskloof en el río Groot que también desemboca en el río Kogmanskloof.
- Embalse de Buffeljags en el río Buffeljags, afluente del río Breede.

## Valle del Río Breede
El valle del río Breede o Breede River Valley, es una región en el curso medio del río Breede, a la salida del embalse del Gran Brandvlei, conocida por su producción de frutos y vinos en el Cabo Occidental. Se encuentra en 33°45′S 19°30′E y es una región relativamente llana que desciende de 250 a 80 m sobre el nivel del mar. La zona occidental es aluvial y llana, mientras que la oriental incluye las colinas del Grupo Bokkeveld, una de las tres subdivisiones del  Cinturón de Pliegues del Cabo, que rodean de hecho el valle, con las montañas de Hex River y el Skurweberge en el noroeste, las montañas Langeberg (2075 m), al norte, los pequeños montes Boland, en el sudoeste, y las montañas Riviersonderend, en el sur. La ruta del vino en la región vinícola del Valle del Río Breede incluye doce bodegas galardonadas y dos fincas de olivos. Una de las atracciones es el Valle del Nuy.
La mayor localidad del valle es Worcester, en el centro, Tulbagh, en el norte, y Robertson en el sudeste. El clima es mediterráneo, con las lluvias a partir en el invierno austral, de mayo a septiembre. Las lluvias oscilan entre los 1000 mm al oeste y los 300 mm al este. El valle va desde McGregor, en el sur, y Gouda, al oeste, a Montagu, en el este y Karoo, en el norte.

## Actividades
El río Breede es un lugar popular para realizar excursiones de rafting. El agua que fluye suavemente y la ausencia de cocodrilos, hipopótamos y mosquitos hacen de este un destino popular de fin de semana. Varios operadores turísticos organizan unos 20 km al sur de Swellendam salidas en barcos inflables con capacidad para dos personas. El río es navegable durante unos 28 km desde la desembocadura en Witsand.

## Ecología
Con frecuencia, los tiburones sarda ingresan al estuario y habitan en las aguas del río Breede, habiéndose encontrado hasta 5 km río arriba. Estos tiburones aparecieron en la segunda temporada de la serie Monstruos de río. Como indican las investigaciones de Jeremy Wade, los tiburones sarda del río Breede son más grandes que el promedio debido a su hábito único de robar las capturas de los pescadores, lo que les permite alimentarse y ganar peso sin gastar mucha energía. Esto y la naturaleza saludable del ecosistema del río han llevado a su vez a que se registren muy pocos o ningún ataque de tiburones a humanos en la zona.

## Galería

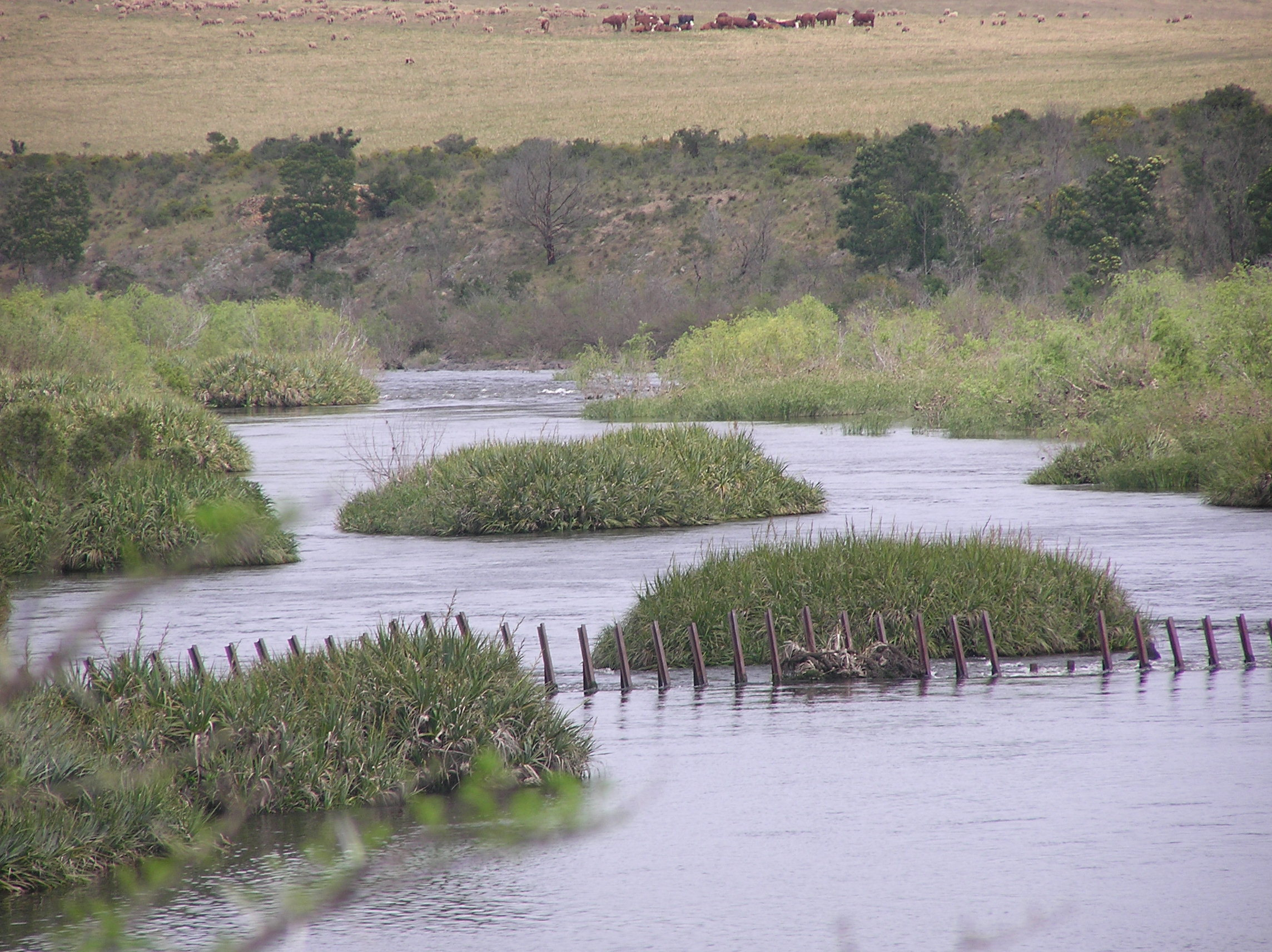
Breede desde el parque Bontebok
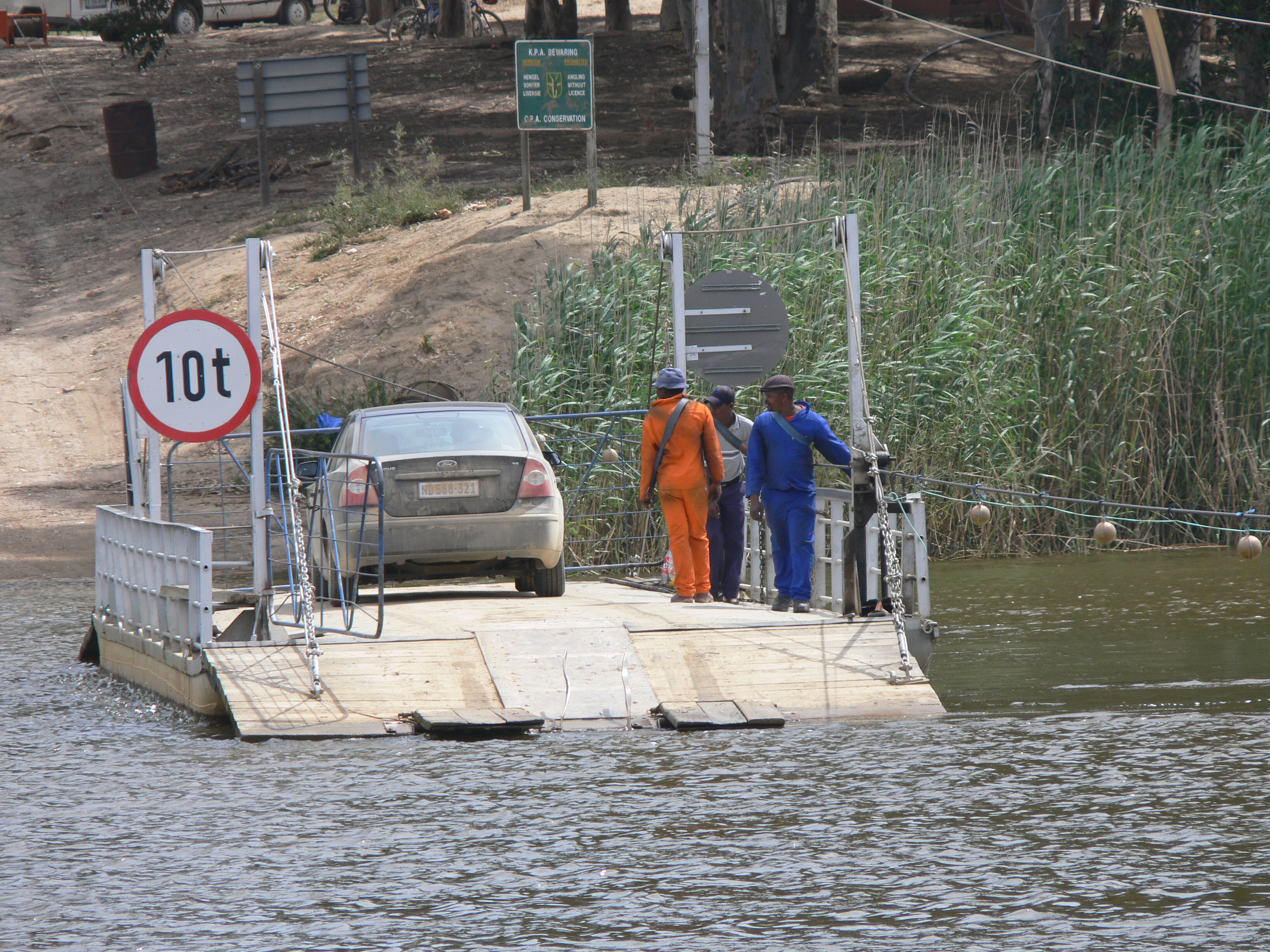
Ferry de cable en Malgas
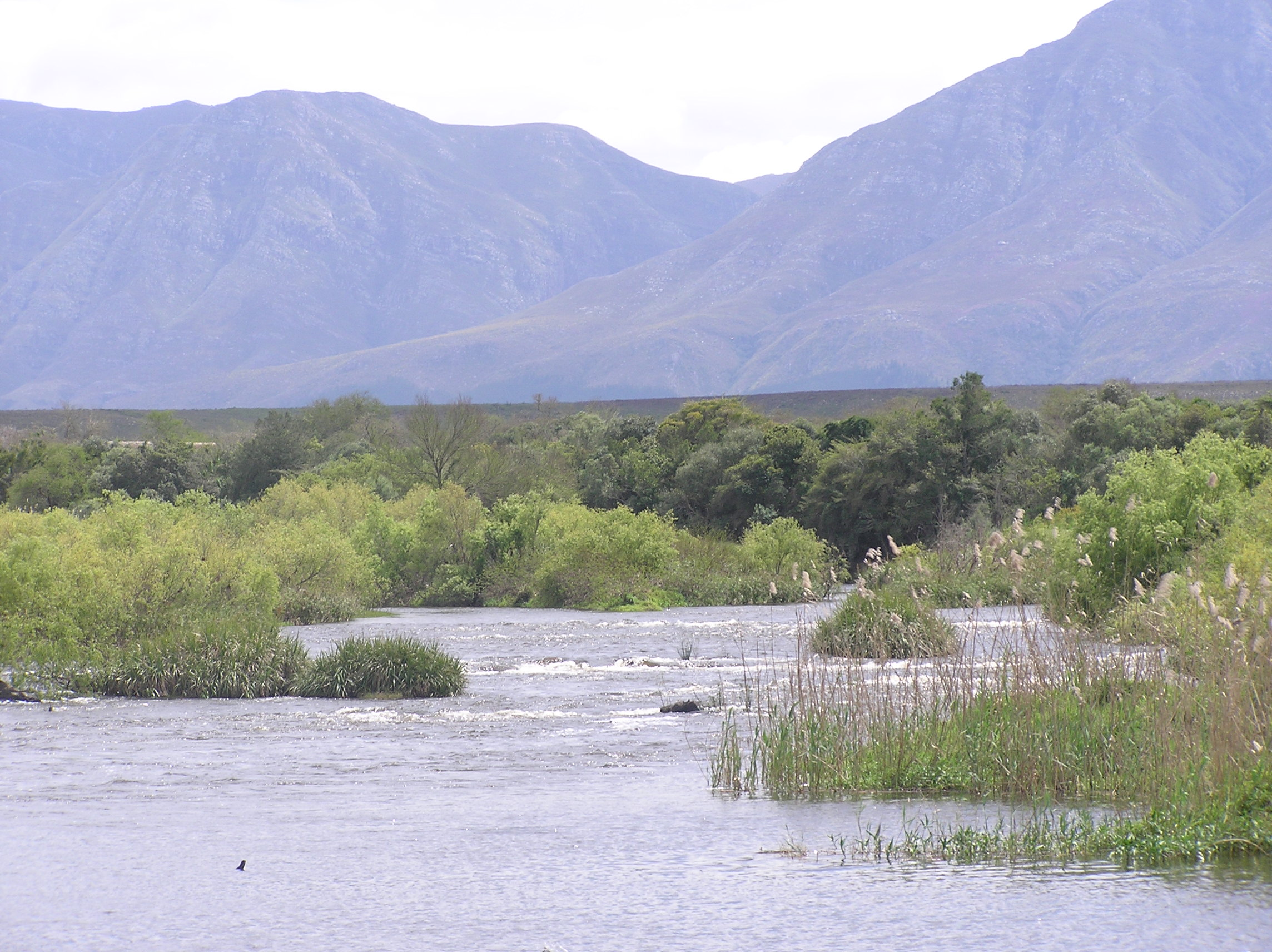
Breede con Langeberg como telón de fondo